# District d'Ōshima (Kagoshima)
Ne doit pas être confondu avec le district d'Ōshima dans la préfecture de Yamaguchi.
Le district d'Ōshima (大島郡, Ōshima-gun) est un district de la préfecture de Kagoshima au Japon.

## Géographie

### Démographie
Au 1er novembre 2014, la population du district d'Ōshima était de 68 679 habitants pour une superficie de 932,28 km2.

## Communes du district
Le district d'Ōshima comprend neuf bourgs et deux villages :
- Amagi ;
- China ;
- Isen ;
- Kikai ;
- Setouchi ;
- Tatsugō ;
- Tokunoshima ;
- Wadomari ;
- Yoron ;
- Uken (village) ;
- Yamato (village).